# Pachyteria pryeri
Pachyteria pryeri är en skalbaggsart som beskrevs av Conrad Ritsema 1888. Pachyteria pryeri ingår i släktet Pachyteria och familjen långhorningar.
Artens utbredningsområde är Sarawak. Inga underarter finns listade i Catalogue of Life.